# Пам'ятний знак «50 років визволення України»
Пам'ятний знак «50 років визволення України» — відзнака України для нагородження ветеранів війни — громадян України, а також учасників визволення України — громадян інших держав з нагоди 50-річчя визволення України від нацистських загарбників.

## Історія відзнаки
- 22 березня 1993 року Указом Президента України Л. М. Кравчука № 92/93 «Про всенародне відзначення 50-річчя визволення України від фашистських загарбників» серед інших заходів було постановлено заснувати пам'ятний знак «50 років визволення України» для відзначення учасників війни, що мешкають в Україні, а також визволителів України, які проживають за її межами.
- 10 березня 1994 року Указом Президента України Л. М. Кравчука № 77/94 були затверджені Положення про пам'ятний знак та Опис пам'ятного знака.
- 28 вересня 1994 року Указом Президента України Л. Д. Кучми № 554/94 було постановлено нагородити пам'ятним знаком «50 років визволення України» ветеранів війни — громадян України, а також учасників визволення України — громадян інших держав. Того ж дня наступним Указом № 555/94 були внесені зміни в опис знака.

## Положення про знак
Пам'ятним знаком «50 років визволення України» нагороджуються учасники війни, які проживають в Україні, а саме:
- військовослужбовці, які проходили військову службу у Збройних Силах колишнього СРСР в період Великої Вітчизняної війни[1] 1941—1945 рр., партизани і підпільники Великої Вітчизняної війни;
- військовослужбовці, а також особи начальницького і рядового складу органів Міністерства внутрішніх справ і Комітету державної безпеки колишнього СРСР, які проходили службу в період Великої Вітчизняної війни;
- особи вільнонайманого складу, які працювали або проходили службу у Збройних Силах, військах і органах Міністерства внутрішніх справ і Комітету Державної безпеки колишнього СРСР у період Великої Вітчизняної війни;
- військовослужбовці, особи вільнонайманого складу, а також бійці винищувальних батальйонів, взводів і загонів захисту народу та інших формувань, що брали безпосередню участь у бойових операціях по ліквідації диверсійно-терористичних груп фашистської Німеччини на території колишнього СРСР;
- члени груп самозахисту об'єктових і аварійних команд місцевої протиповітряної оборони, народного ополчення, що діяли у період Великої Вітчизняної війни;
- особи, які були залучені командуванням військових частин до розмінування полів та об'єктів народного господарства, та особи, які на мінних тральщиках брали участь у траленні бойових мін у воєнний і повоєнний час;
- особи, які в період Великої Вітчизняної війни перебували у складі армії і флоту як сини полків і юнги до досягнення ними повноліття;
- вояки Української повстанчої армії, які брали участь у бойових діях проти німецько-фашистських загарбників на тимчасово окупованій ними території України в 1941—1944 роках, які не вчинили злочинів проти миру і людства, та ті, що реабілітовані відповідно до Закону України «Про реабілітацію жертв політичних репресій на Україні»;
- колишні в'язні концтаборів, гетто, інших місць примусового тримання в період другої світової війни та особи, які були насильно вивезені з території колишнього СРСР в період Великої Вітчизняної війни на території держав, що були в стані війни з СРСР, або окуповані фашистською Німеччиною, якщо вони не вчинили в цей період злочинів проти Батьківщини;
- особи, які стали інвалідами внаслідок поранень чи інших ушкоджень здоров'я, одержаних у районах бойових дій у період Великої Вітчизняної війни та від вибухових речовин у повоєнний період, а також при виконанні робіт по розмінуванню;
- особи, які в період з 8 вересня 1941 року по 27 січня 1944 року працювали на підприємствах, в установах і організаціях міста Ленінграда і нагороджені медаллю «За оборону Ленінграда», та особи, нагороджені знаком «Жителю блокадного Ленінграда»;
- працівники сфери культурного обслуговування фронтів, які виступали перед воїнами діючої армії (флоту) в період Великої Вітчизняної війни;
- особи, які працювали в період Великої Вітчизняної війни в тилу — на підприємствах, в установах, організаціях, колгоспах, за винятком періоду роботи на тимчасово окупованій території;
- працівники спеціальних формувань Народного комісаріату шляхів, Народного комісаріату зв'язку, Народного комісаріату охорони здоров'я, плаваючого складу промислових і транспортних суден і льотно-підйомного складу авіації Народного комісаріату рибної промисловості колишнього СРСР, морського і річкового флоту, льотно-підйомного складу авіації Головного управління Північного морського шляху, переведені у період Великої Вітчизняної війни на становище осіб, що перебували у лавах Червоної Армії та виконували завдання в інтересах армії та флоту в межах тилових кордонів діючих фронтів або оперативних зон діючих флотів, а також члени екіпажів суден транспортного флоту, які були захоплені в портах фашистської Німеччини 22 червня 1941 року на порушення Конвенції про становище ворожих торгових суден на початку воєнних дій (Гаага — 1907 р.);
- особи, які нагороджені орденами і медалями колишнього СРСР за бойові і трудові заслуги в роки Великої Вітчизняної війни.

Пам'ятним знаком «50 років визволення України» нагороджуються особи, які проживають за межами України і брали участь у визволені України від фашистських загарбників у складі діючої армії (флоту), партизанських загонах, підпіллі, та вояки Української повстанчої армії, які не вчинили злочинів проти миру і людства.
Разом з пам'ятним знаком нагородженому вручається посвідчення встановленого зразка.

## Опис пам'ятного знака
Указом № 555/94 були внесені зміни в опис знака — у зв'язку з численними зверненнями ветеранів Великої Вітчизняної війни та враховуючи пропозицію Організаційного комітету з підготовки та проведення заходів, присвячених 50-річчю визволення України від фашистських загарбників було визначено, що цифра «50» та поле картуша покриті червоною емаллю (в попередньому описі було вказано цифра «50» покрита червоною емаллю).
- Пам'ятний знак «50 років визволення України» має фігурну овальну форму.
- У центрі пам'ятного знака — картуш, обрамлений вінком з дубового та лаврового листя і увінчаний трьома пучками розбіжних променів, з написом у чотири рядки: «50 років визволення України». Цифра «50» та поле картуша покриті червоною емаллю.
- У нижній частині пам'ятного знака — зображення військової зброї: танк на схрещенні гармат і ракет.
- Усі зображення і написи випуклі. Композиція пам'ятного знака оповита стрічкою, яка покрита емаллю синього та жовтого кольору.
- Розмір пам'ятного знака: висота — 44 мм, ширина — 35 мм, зворотний бік пам'ятного знака плоский.
- Пам'ятний знак виготовляють з томпаку і прикріплюють до одягу за допомогою шпильки.

## Порядок носіння знака
- Пам'ятний знак «50 років визволення України» носять на грудях з правого боку.